# Walter Glasgow
Walter Glasgow, född den 19 april 1957 i Houston, Texas, är en amerikansk seglare.
Han tog OS-silver i soling i samband med de olympiska seglingstävlingarna 1976 i Montréal.